# Alicates de pressió

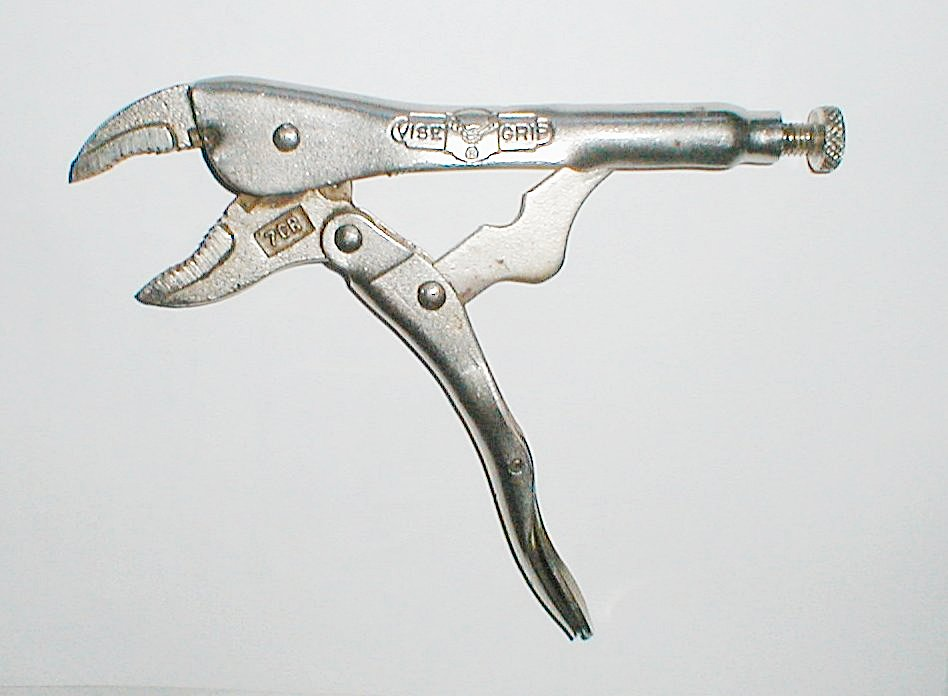
Pinces o alicates de pressió

Les alicates de pressió o pinces de pressió són un tipus d'alicates que poden ser immobilitzats en una certa posició per així torçar o fixar diversos objectes o materials. Es tracta d'un cas típic de palanca composta.
A un costat del mànec hi ha un cargol que serveix per fixar la separació entre les seues mordasses. A l'altre costat del mànec normalment hi ha una palanca per fer pressió sobre les dues empunyadures i alliberar les alicates de la posició de bloqueig.

## Funcionament

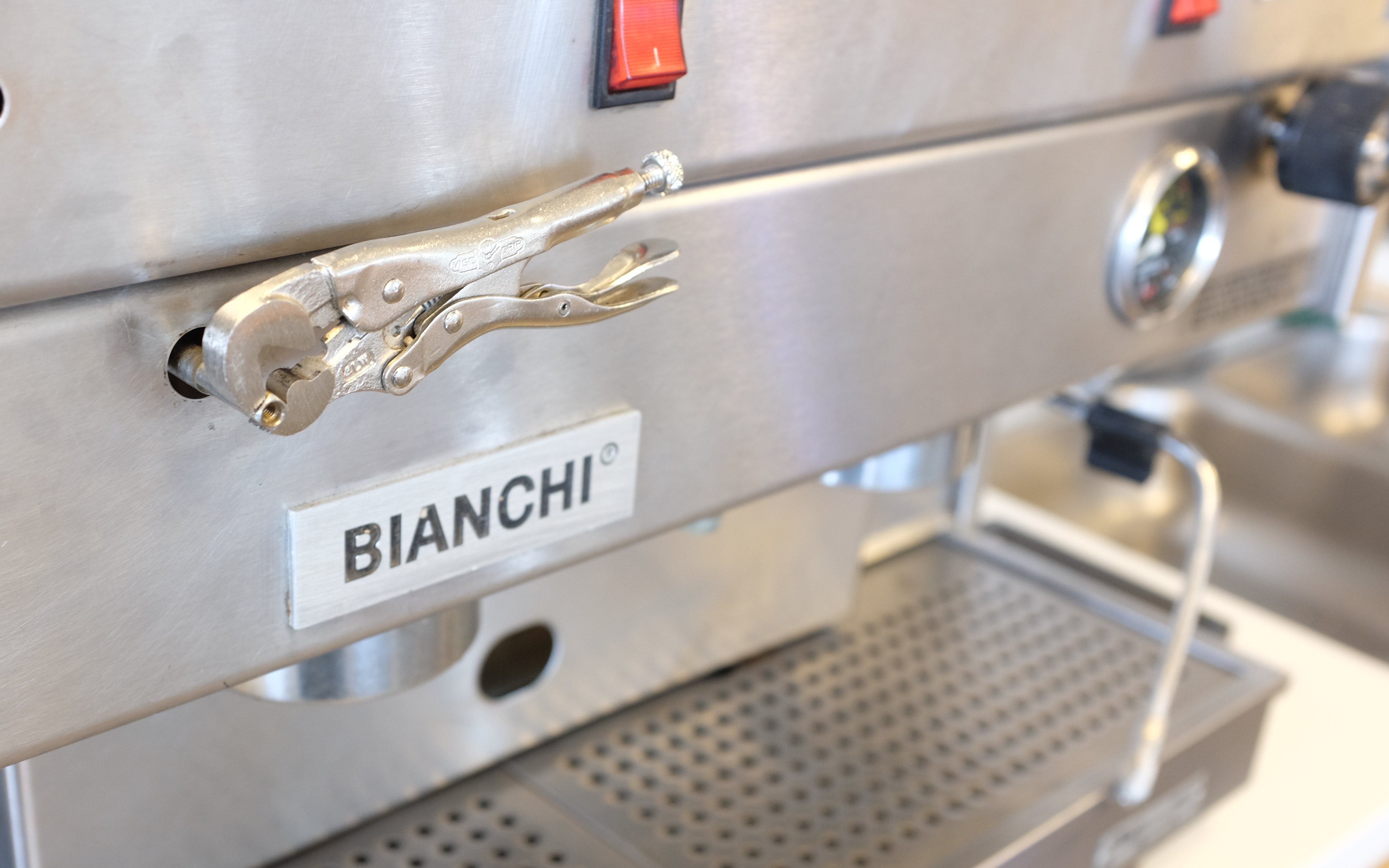
Pinces de pressió utilitzades com botó en una màquina de cafè.

Les mordasses es fixen a una mida lleugerament més petita del que ha de ser agafat girant el pern sobre mànec amb les mordassestancades. Algunes de les noves versions tenen ranures en el pern del mànec que es pot estrènyer també amb una clau hexagonal o tornavís .Cuando les mordasses s'obren i les nanses s'apreten amb força, es mou una palanca sobre el seu punt central i bloqueja les mordasses sobre l'objecte que es vol agafar. Un ús típic és la fixació de les peces de metall en el lloc de soldadura. També són de gran utilitat per agafar fermament una femella o cargol que han estat "arrodonits" o com palanques temporals en equips i maquinària.

## Història
Les primeres alicates de perssió, de nom Vise-Grips, van ser inventats per William Petersen a De Witt, Nebraska el 1924. Un altre tipus de pinces de pressió van ser desenvolupades per Thomas Coughtrie el 1955, i després gestionades per MK Mole&Son.
Més tard s'hi van aplicar unes millores i van ser fabricades a Newport (Gal·les del Sud GB) al costat de la M4 per la Brynglas Tunnels.